# Lake Uloowaranie
Lake Uloowaranie är en sjö i Australien. Den ligger i delstaten South Australia, omkring 950 kilometer norr om delstatshuvudstaden Adelaide. Lake Uloowaranie ligger 31 meter över havet. Arean är 61 kvadratkilometer. Den sträcker sig 23,4 kilometer i nord-sydlig riktning, och 9,4 kilometer i öst-västlig riktning.
Trakten runt Lake Uloowaranie är ofruktbar med lite eller ingen växtlighet. Trakten runt Lake Uloowaranie är nära nog obefolkad, med mindre än två invånare per kvadratkilometer. Genomsnittlig årsnederbörd är 186 millimeter. Den regnigaste månaden är februari, med i genomsnitt 45 mm nederbörd, och den torraste är oktober, med 1 mm nederbörd.